# Temnora angulosa
Temnora angulosa is een vlinder uit de familie van de pijlstaarten (Sphingidae). De wetenschappelijke naam van de soort werd in 1906 gepubliceerd door Rothschile & Heinrich Ernst Karl Jordan.